# Паульман, Валерий Фёдорович
Вале́рий Фёдорович Па́ульман (род. 11 августа 1937 г., Егорьевск, Московская область) — советский государственный деятель. Кандидат экономических наук.

## Биография
Окончил заочное отделение экономического факультета Ленинградского государственного университета имени А. А. Жданова (1960), эстонец по национальности.
С 1957 года работал в Центральном статистическом управлении (ЦСУ) Эстонской ССР, начав с экономиста и закончив первым заместителем начальника ЦСУ. В 1974—1983 годах работал в Госплане ЭССР начальником управления Нархозплана. В августе 1983 года переведён на работу в качестве заведующего экономическим отделом ЦК КП Эстонии, созданного по инициативе Ю. В. Андропова. С мая 1987 года — заместитель председателя Совета Министров Эстонской ССР — председатель Госплана ЭССР. Осенью 1988 года по требованию Народного фронта Эстонии был снят с этой должности, так как выступал против выхода республики из состава СССР и за сохранение социалистического строя. С января 1989 года — советник по вопросам планирования посольства СССР, представитель Госплана СССР в Республике Куба. В марте — ноябре 1991 года — министр труда и социальных вопросов СССР. После августа 1991 года вернулся в Эстонию. С 1992 по 1996 год работал в Эстонско-российской торговой палате и в различных частных предприятиях. В 1996—2004 годах — профессор Эстоно-американского бизнес-колледжа. Включён в перечень выдающихся личностей в 31-м издании Who is Who in the World 2014.
Издал ряд учебников и монографию под названием «Мир на перекрестке четырех дорог (прогноз судьбы человечества)», в которой ратует за модель демократического социализма. Кроме того, им написаны монографии «К общей теории политической экономии», «История человечества (глазами политэконома)»,  а также свыше 100 очерков, статей и эссе.